# Pro Sestio
Pro Sestio es una oratoria de Cicerón compuesta en el año 56 a. C., donde el célebre orador defiende al tribuno de la plebe Publio Sestio que fue acusado de vi (violencia), por haber organizado motines con bandas armadas para oponerse a las de Clodio para favorecer el regreso de Cicerón a su patria.

## Contexto
Gracias a su oratoria, Cicerón salvó a Sestio, sustentando la tesis (aparentemente contradictoria con sus posiciones jurídicas) de que el uso de medios ilegales era necesario precisamente para la defensa de las instituciones, seriamente amenazadas por los programas subversivos de los populares. También lanzaba un llamamiento por el consensus omnium bonorum, es decir, por una alianza de todos los ciudadanos moderados destinada a salvaguardar los intereses comunes.
El discurso, en gran parte ocupado con los propios servicios de Cicerón fue un intento de unir al partido aristocrático contra los triunviros y contiene algunos de los mejores pasajes del orador.